# Jester’s March
Jester’s March war eine deutsche Metal-Band aus Dortmund, die im Jahr 1988 gegründet wurde und sich Ende 1992 auflöste.

## Geschichte
Die Band wurde 1988 von dem Gitarristen Pierre Danielczyk, dem Bassisten Martin Hirsch und dem Schlagzeuger Oliver Schütrumpf gegründet. Innerhalb einer Woche kamen der Gitarrist Ingo Brusehaber und der Sänger Michael „Major“ Knoblich hinzu und vervollständigten die Besetzung. Daraufhin nahm die Band ein erstes Demo namens Audience to the King auf, das sechs Lieder umfasste und 1989 erschien. Im Februar 1990 verließen Brusehaber und Knoblich die Band wieder. Knoblich hatte versucht, die musikalische Ausrichtung hin zum Speed Metal zu rücken, wodurch er seinen Rauswurf provozierte. Ähnlich verhielt es sich bei Brusehaber. Als Ersatz kamen die Brüder Olaf (Gesang) und Michael Bilic (E-Gitarre). Durch ein zweites Demo im Mai 1990, das drei Lieder beinhaltete, erreichte die Band einen Vertrag bei Steamhammer/SPV. Mit Risk-Gitarrist Heinz Mikus als Produzent begab sich die Band ins Studio, um das Album Beyond aufzunehmen, das am 25. Februar 1991 erschien. Obwohl anderweitige Verpflichtungen wie Arbeitsalltag, Berufsausbildung, Zivildienst oder Studium nicht viel Zeit zum Aufeinandereinspielen gelassen hatten, erntete das Album durchweg positive Kritiken. Mit den abgesetzten 8.000 Einheiten war die Band ebenfalls sehr zufrieden. Es folgte eine Tour zusammen mit Heaven’s Gate, die jedoch abgebrochen werden musste, da sich Michael Bilic bei einem Auftritt in Kehl bei einem Sturz von der etwa anderthalb Meter hohen Bühne die Rippe geprellt und den Thorax gebrochen hatte. Kurz darauf verließ Gitarrist Danielzyk die Band, woraufhin sich die Band entschloss, mit nur noch einem Gitarristen fortzufahren. Im April 1992 folgte das zweite Album Acts. Im Mai zertritt sich Schütrumpf mit seinen Kollegen und wurde durch Dominik Sapia ersetzt. Damit war jedoch noch immer keine funktionierende Einheit hergestellt, sodass sich die Band Ende 1992 für aufgelöst erklärte. Das Brüderpaar Olaf und Michael Bilic sowie Bassist Martin Hirsch beabsichtigten zusammenzubleiben, um Anfang 1993 unter dem neuen Namen House of Spirits einen zweiten Anlauf zu unternehmen.

## Stil
Auf ihrem ersten Demo spielte die Band nach Angaben von Matthias Herr's Heavy Metal Lexikon progressiven und melodiösen Speed Metal, wobei der Einsatz von Breaks und Gitarrensoli charakteristisch war. Der Metal Hammer schrieb, das Demo biete „melodiösen Metal, angereichert mit Thrash-Einflüssen, mehrstimmigen Refrains und untermalenden Keyboards“. Das Album Beyond lässt sich laut Matthias Herr dem Progressive- und Power-Metal zuordnen, wobei der Gesang von Olaf Bilic an den von Geoff Tate (Queensrÿche) erinnert. Gesamtstilistisch an Queensrÿche und Helloween erinnert, fühlte sich Thomas Meyer vom Revelation-Fanzine. Ansonsten fiel der Name Fates Warning in den Magazinen Metal Hammer (einmal auch zusätzlich Watchtower und Queensrÿche), Metal Star (hier zusammen mit Queensrÿche und Dream Theater) und H'ART. Dem Fates-Warning-Vergleich widersprach vehement der Break-Out-Redakteur Chris Glaub und damit rannte er offene Türen bei Olaf Bilic ein. Die großen Vorbilder seien Deep Purple, Uriah Heep und The Sweet, hieß es im Metal Star. Auf Acts bewegt sich die Band zwischen Progressive Rock und Power Metal, meinte Henning Richter im Metal Hammer, wobei die Band „zwar weder Fates Warning noch Vicious Rumors, aber zumindest auf dem besten Wege dorthin“ sei. Das melodische und dynamische Gitarrenspiel ist auf dem Album ebenfalls charakteristisch. Ohne Vergleich kam Armin Schäfer im Heavy, oder was!? aus. Er stellte lediglich fest, dass die Komplexität der Lieder zugunsten der Eingängigkeit abgenommen habe. Für Marco Magin vom Break Out hat das seiner Einordnung zufolge progressiv-metallische Acts „internationales Format“.
Als Textinhalte des Debütalbums dienten Dinge und Begebenheiten aus der eigenen Erlebniswelt oder der Tagespresse. In zwei Texten ist das Bandmaskottchen, der Hofnarr (Jester), Protagonist einer Phantasiegeschichte. Auf Acts widmete sich Texter Olaf Bilic mehr gesellschaftlichen Themen wie Obdachlosigkeit und politischer Tagesaktualität wie dem Golfkrieg und den Wendefolgen.

## Diskografie
- 1989: Audience to the King (Demo, Eigenveröffentlichung)
- 1990: Demo (Demo, Eigenveröffentlichung)
- 1991: Beyond (Album, Steamhammer/SPV)
- 1992: Acts (Album, SPV)